# Białko wiążące mannozę
Białko wiążące mannozę. inna nazwa lektyna wiążąca mannozę (MBL, z ang. mannose-binding lectin) – białko zaliczane do grupy kolektyn, spełniające ważną rolę w nieswoistej odpowiedzi immunologicznej.
MBL jest produkowane przede wszystkim w wątrobie i wydzielane do krwi. Poza tym niewielkie ilości tego białka są syntetyzowane również w: nerkach, grasicy, migdałkach podniebiennych, jelicie cienkim i pochwie.
Białko MBL charakteryzuje się zdolnością do wiązania się z mannozą (i niektórymi innymi cukrami) obecnymi na powierzchni drobnoustrojów chorobotwórczych, opłaszczania ich i w ten sposób spełnia rolę opsoniny. Białko wiążące mannozę zaliczane jest do wydzielanych receptorów rozpoznających wzorce, mechanizmu nieswoistej odporności organizmu, który zaraz po inwazji patogenów rozpoczyna obronę, sygnalizuje zagrożenie i aktywuje działanie swoistego układu immunologicznego.

## Budowa i aktywacja dopełniacza
Poza opsonizacją białko wiążące mannozę aktywuje układ dopełniacza na drodze lektynowej.
Podobnie jak składowa dopełniacza C1q białko MBL składa się z sześciu domen lektynowych zależnych od wapnia, od których odchodzą „ogonki” o strukturze podobnej do struktury kolagenu. Ogonki te splatają się w długi stylik, mający zdolność wiązania proteaz serynowych MASP-1 i MASP-2 (pokrewnych C1r i C1s). Po związaniu liganda (np. mannozy) dochodzi do zmian konformacyjnych, uruchamiających te proteazy, które działają na składniki C2 i C4 dopełniacza. Efektem jest zapoczątkowanie tzw. lektynowej drogi aktywacji dopełniacza.
Ze względu na fakt, że lektynowa droga aktywacji dopełniacza jest podobna do drogi klasycznej, a MBL pełni funkcje podobne do przeciwciał podczas tej drogi aktywacji, białko wiążące mannozę nazywane bywa „praprzeciwciałem”. Wiąże się to także z faktem, że MBL jest starsze filogenetycznie, niż immunoglobuliny.

## Niedobór białka wiążącego mannozę
Genetycznie uwarunkowany niedobór MBL jest wrodzonym niedoborem odporności, który może powodować zwiększoną skłonność do występowania schorzeń związanych z infekcjami. Mogą to być rozsiane zakażenia z zajęciem licznych narządów wewnętrznych, posocznica i niekontrolowane pobudzenie układu immunologicznego określanego jako „burza cytokinowa”.